# فریدکوت
فریدکوت (به انگلیسی: Faridkot, Punjab) یک شهر در هند است که در ناحیه فریدکوت واقع شده‌است.

## خصوصیات
فریدکوت ۵۵۲٬۴۶۶ نفر جمعیت دارد و ۱۹۶ متر بالاتر از سطح دریا واقع شده‌است.